# Fabriciana mirabilis
Fabriciana mirabilis är en fjärilsart som beskrevs av Curt Eisner 1942. Fabriciana mirabilis ingår i släktet Fabriciana och familjen praktfjärilar. Inga underarter finns listade i Catalogue of Life.